# Kim Cusack
Kim Cusack (* um 1939; † 2. Juni 2023) war ein US-amerikanischer Jazz-Klarinettist und Saxophonist des Dixieland.

## Leben und Wirken
Cusack lernte Anfang der 1940er-Jahre zunächst Piano; auf der Highschool dann Klarinette in einer Tanzband. Er war lange Jahre Mitglied in James Dapogny’s Chicago Jazz Band und der Salty Dogs Jazz Band; außerdem spielte er mit Gene Mayl’s Dixieland Rhythm Kings, Ernie Carson, Turk Murphy, George Brunis, Wild Bill Davison, der Happy Bottom Riding Academy Jazz Band von Dan Williams und Tenorsaxophon im Jan Garber Orchestra, with whom he was featured tenor saxophonist. Cucack lebte mehrere Jahre in Lake City, Minnesota, wo er regelmäßig in den Twin Cities mit Jim Field’s Mouldy Figs und der Bill Evans New Orleans Jazz Band arbeitete. Nach seiner Rückkehr in den Raum Chicago trat er häufig in Andy’s Jazz Club mit Russ Phillips’ Windy City All-Stars auf, außerdem in der Village Tavern in Long Grove. Er arbeitet auch mit dem Chicago Cubs Quintet, der offiziellen Dixieland-Band des gleichnamigen Baseballteams. 2013 trat er noch auf Festivals mit der Bob Schulz’s Frisco Jazz Band auf. Im Bereich des Jazz war er zwischen 1964 und 2012 an 67 Aufnahmesessions beteiligt.